# Благовещение Господне (София)
„Благовещение Господне“ е действащ параклис за католическата общност в София.

## История на храма
През месец септември 1921 г. монсеньор Франческо Галони е изпратен в България с хуманитарна мисия. По-късно основава в София института „Италианско дело за Изтока“ (Opera Italiana Pro Oriente) с девически пансион и библиотека. Институтът се занимава с благотворителна дейност, популяризира италианския език и култура, издава италианска литература и списание.
Параклисът „Благовещение Господне“ се намира в бившата сграда на института на улица „Оборище“ 5. Първата копка на сградата е направена на 7 септември 1925 г. лично от папския нунций Анджело Ронкали, а завършената постройка е осветена през 1928 г. Сграда е построена със средства от Италия. В нея се е намирал и институтът „Леонардо да Винчи“, който представлява смесена прогимназия. Параклисът е бил до входа на сградата. Сградата включва голям салон и помещение за библиотека.
След 9 септември 1944 г. сградата е национализирана и до края на 90-те години се използва от Национално музикално училище „Любомир Пипков“. Сградата е обявена за паметник на културата в бр. 40 на Държавен вестник от 1978 г.
Сградата е възстановена на католическата църква и в нея се помещава седалището на Католическа епископска конференция. Параклисът се стопанисва от отците-капуцини и често в него службите се обслужват от висшия католически клир (включително и духовници от Апостолическата нунциатура в София). Всяка седмица има по една служба на английски и италиански, а всеки месец – на френски език.
Всяка трета неделя параклисът се използва за богослужение и от англиканската общност в София.
Празник – 25 март.